# یودیس چونگ
یودیس چونگ (زاده ۲۲ آوریل ۱۹۹۶) یک تنیس باز حرفه ای اهل هنگ کنگ است. چونگ تاکنون چهار عنوان انفرادی و 27 عنوان دونفره را در پیست زنان ITF کسب کرده‌است. در سال 2022، زمانی که رنکینگ WTA او به ترتیب در رتبه‌های 213 و 134 قرار گرفت، به اوج‌های حرفه ای خود در هر دو بخش انفرادی و دونفره رسید.
او در ژوئن ۲۰۱۸ پس از فارغ‌التحصیلی از دانشگاه وسلیان بخش III در کانکتیکات، به عنوان یک حرفه ای تمام وقت در تور مشغول به کار شد، جایی که او اولین بازیکنی در تاریخ NCAA بود که چهار عنوان ملی متوالی را در هر بخش تنیس دانشگاهی کسب کرد.